# ГЕС Hume
ГЕС Hume — гідроелектростанція на південному сході Австралії. Використовує ресурс з найбільшої річки країни Мюррей, яка дренує західний схил Австралійських Альп та через озеро Александріна впадає до Великої Австралійської затоки Індійського океану.
Водосховище Hume створили в місці впадіння до Мюррею великої лівої притоки Мітта-Мітта (на якій вище по течії знаходиться великий резервуар Dartmouth, при якому працює ГЕС Dartmouth), для чого звели бетонну гравітаційну греблю, доповнену земляними ділянками з бетонним ядром. Будівництво споруди почалось ще у 1919 році та тривало до 1936-го, коли сховище ввели в експлуатацію з максимальним рівнем на позначці 183 метри НРМ та об'ємом 1,5 млрд м3.
У 1950—1961 роках реалізували проект зі збільшення ємності водойми, викликаний необхідністю прийняти ресурс з гілки Сноуі-Мюррей дериваційного гідровузла Snowy Mountains Scheme, котра живиться за рахунок річок Сноуі (дренує східний схил Австралійських Альп та тече до Бассової протоки) та Маррамбіджі (велика права притока Мюррею, котра впадає у нього значно нижче по течії від сховища Hume). Цей ресурс на завершальному етапі після ГЕС Мюррей 2 прямує по річці Swampy Plain River, правій притоці Мюррею, яка має устя вище за сховище Hume.
Греблю наростили за рахунок бетонного парапету (її висота досягла 51 метра при довжині 1616 метрів) та спорудили дві земляні дамби для закриття сідловин на південній стороні сховища. Внаслідок проведеної модернізації стало можливим підняти максимальний рівень до 192 метрів НРМ, чому відповідає об'єм у 3 млрд м3 (при площі поверхні водойми у 200 км2).
Пригреблевий машинний зал ГЕС Hume, введеної в експлуатацію у 1957 році, обладнали двома турбінами типу Каплан потужністю по 25 МВт. Останній показник в 2000 році довели до 29 МВт.
Видача продукції відбувається по ЛЕП, розрахованих на роботу під напругою 132 кВ та 66 кВ.